# آشر جويل
آشر جويل (بالإنجليزية: Asher Joel)‏ هو صحفي أسترالي، ولد في 4 مايو 1912 في Stanmore, New South Wales ‏ في أستراليا، وتوفي في 12 نوفمبر 1998 في سيدني في أستراليا.